# Phương trình Pell
Phương trình Pell (Pell's equation) là bài toán tìm nghiệm nguyên Diophantine bậc hai với yêu cầu là giải một trong những phương trình nghiệm nguyên sau:
dạng chính tắc (còn gọi là phương trình Pell loại I):
{\displaystyle x^{2}-dy^{2}=1},
dạng phương trình Pell âm (còn gọi là phương trình Pell loại II):
{\displaystyle x^{2}-dy^{2}=-1},
Với d là số nguyên dương và không phải là số chính phương.
Ngoài ra, còn có các dạng:
Phương trình Pell chứa tham số:
{\displaystyle x^{2}-dy^{2}=n},
Phương trình Pell dạng tổng quát:
{\displaystyle Ax^{2}+By^{2}=n}.
Lagrange chứng minh rằng với d không phải là số chính phương, phương trình Pell có vô số nghiệm nguyên dương.
Phương trình được đặt tên là Pell bắt nguồn từ sơ suất của Leonhard Euler. Khi Euler đọc tác phẩm của Lord Brouncker, nhà toán học châu Âu đầu tiên tìm ra lời giải tổng quát của bài toán, Euler đã nhầm Brouncker với John Pell.
Người đầu tiên nghiên cứu phương trình Pell là Brahmagupta ở Ấn Độ cổ đại.
Brahmagupta là người đã phát triển phương pháp chakravala nhằm giải quyết phương trình Pell và các phương trình bậc hai bất định khác trong tác phẩm Brahma Sphuta Siddhanta vào năm 628, trước Pell 1000 năm.
Tác phẩm Brahma Sphuta Siddhanta đã được dịch sang tiếng Ả-rập vào năm 773, và dịch sang tiếng La-tin vào năm 1126.
Ngoài ra, Braskara II vào thế kỉ 12 và Narayana vào thế kỉ 14 đã tìm ra lời giải tổng quát cho phương trình Pell và các phương trình bậc hai bất định khác.
Lời giải của một số dạng đặc biệt của phương trình Pell (ví dụ khi số biến nhiều hơn 2), đã được biết đến từ rất lâu ít nhất là từ thời Pi-ta-go ở Hy Lạp cổ.
Muốn biết rõ hơn, hãy xem Lenstra (2002) and Barbeau (2003).

## Lịch sử
Từ năm 400 TCN, ở Ấn Độ và Hy Lạp, người ta đã nghiên cứu phương trình Pell. Chủ yếu trong trường hợp riêng:
{\displaystyle x^{2}-2y^{2}=1\,}
vì có nghiệm liên quan đến căn bậc hai của 2.  Cụ thể hơn, nếu x, y là nghiệm nguyên của phương trình này, thì x / y xấp xỉ {\displaystyle {\sqrt {2}}}. Braudhayana khám phá ra rằng, với x = 17, y = 12 và x = 577, y = 408 là 2 nghiệm của phương trình Pell, đồng thời 17 / 12, 577 / 408 xấp xỉ rất sát với {\displaystyle {\sqrt {2}}}.
Sau đó, Ácsimét đã sử dụng một phương trình tương tự để ước lượng căn bậc hai của 3, và tìm ra phân số 1351/780.
Vào khoảng năm 250 Công Nguyên, Diophantus (Diophantine) đã nghiên cứu 1 dạng khác của phương trình Pell:
{\displaystyle a^{2}x^{2}+c=y^{2}.\,}
Diophantus đã giải phương trình trong trường hợp  a = 1 và c = −1, 1, và 12, và cho a = 3 và c = 9.
Brahmagupta phát minh ra phương pháp tổng quát cho phương trình Pell, được biết đến với tên gọi phương pháp chakravala. Alkarkhi cũng nghiên cứu các vấn đề tương tự như Diophantus. Bhāskara I đã sáng tạo ra phương pháp sinh các nghiệm mới từ một nghiệm đã biết, công trình này được E. Strachey xuất bản bằng tiếng Anh vào năm 1813.
Vào năm 1766-1769, Lagrange đã phát triển 1 lý thuyết tổng quát về phương trình Pell, dựa trên phân số liên tục và các thao tác đại số với các số thực có dạng {\displaystyle P+Q{\sqrt {a}}}.

## Lời giải của phương trình Pell loại I và II
Nhận xét, nếu (x,y) là nghiệm nguyên của phương trình đã cho thì (-x,y), (x,-y), (-x,-y) cũng là nghiệm, do đó ta chỉ cần quan tâm đến các nghiệm nguyên không âm.
Phương trình Pell {\displaystyle x^{2}-dy^{2}=1} luôn có nghiệm tầm thường là x=1, y=0. Do đó, ta chỉ quan tâm đến các nghiệm nguyên không âm và không tầm thường.

### Một số điều kiện củadđể có nghiệm
Định lý 1: Với mọi d không phải là số chính phương, phương trình {\displaystyle x^{2}-dy^{2}=1} luôn có nghiệm nguyên dương.
Định lý 2: Nếu d có ước nguyên tố dạng 4k+3 thì phương trình {\displaystyle x^{2}-dy^{2}=-1} vô nghiệm.

### Phương pháp sinh từ nghiệm nguyên dương nhỏ nhất
Nghiệm nguyên dương nhỏ nhất theo nghĩa: x,y >0 và {\displaystyle x+y{\sqrt {d}}} là nhỏ nhất.
Phương pháp này dùng để tìm tất cả các nghiệm nguyên dương của phương trình {\displaystyle x^{2}-dy^{2}=1,} với d không phải là số chính phương.
Khi biết nghiệm nhỏ nhất của phương trình là (x1,y1), cho phép tìm ra tất cả các nghiệm nguyên dương còn lại theo công thức tổng quát:
{\displaystyle x_{i}+y_{i}{\sqrt {d}}=(x_{1}+y_{1}{\sqrt {d}})^{i}.}
Công thức truy hồi tương đương:
{\displaystyle \displaystyle x_{i+1}=x_{1}x_{i}+dy_{1}y_{i},}
{\displaystyle \displaystyle y_{i+1}=x_{1}y_{i}+y_{1}x_{i}.}
Ta thừa nhận, phương trình Pell tồn tại nghiệm nguyên dương nhỏ nhất là (x1,y1).
Trước hết chứng minh các số (xi,yi) cho bởi công thức tổng quát cũng là nghiệm của phương trình Pell.
Với các số (xi,yi) thỏa mãn:
{\displaystyle x_{i}+y_{i}{\sqrt {d}}=(x_{1}+y_{1}{\sqrt {d}})^{i},}
thì cũng thỏa mãn:
{\displaystyle x_{i}-y_{i}{\sqrt {d}}=(x_{1}-y_{1}{\sqrt {d}})^{i}.}
Suy ra:
{\displaystyle x_{i}^{2}-dy_{i}^{2}=(x_{i}+y_{i}{\sqrt {d}})(x_{i}-y_{i}{\sqrt {d}})=(x_{1}+y_{1}{\sqrt {d}})^{i}(x_{1}-y_{1}{\sqrt {d}})^{i}=(x_{1}^{2}-dy_{1}^{2})^{i}=1}.
Nên {\displaystyle (x_{i},y_{i})} cũng là nghiệm của phương trình đã cho.
Bây giờ ta chứng minh tất cả các nghiệm nguyên dương đều có thể biểu diễn trong công thức:
{\displaystyle x_{i}+y_{i}{\sqrt {d}}=(x_{1}+y_{1}{\sqrt {d}})^{i}}.
Thật vậy, giả sử tồn tại nghiệm {\displaystyle x^{*},y^{*}} không thỏa mãn công thức tổng quát. Do đó tồn tại i nguyên dương sao cho:
{\displaystyle (x_{1}+y_{1}{\sqrt {d}})^{i}<x^{*}+y^{*}{\sqrt {d}}<(x_{1}+y_{1}{\sqrt {d}})^{i+1}.}
Khi đó:
{\displaystyle (x_{1}+y_{1}{\sqrt {d}})^{i}(x_{1}-y_{1}{\sqrt {d}})^{i}<(x^{*}+y^{*}{\sqrt {d}})(x_{i}-y_{i}{\sqrt {d}})<(x_{1}+y_{1}{\sqrt {d}})^{i+1}(x_{1}-y_{1}{\sqrt {d}})^{i}}
{\displaystyle 1<(x^{*}x_{i}-y^{*}y_{i}d)+(x_{i}y^{*}-y_{i}x^{*}){\sqrt {d}}<x_{1}+y_{1}{\sqrt {d}}}
Dễ thấy là: {\displaystyle (x^{*}x_{i}-y^{*}y_{i}d),(x_{i}y^{*}-y_{i}x^{*})} cũng là nghiệm nguyên dương của phương trình. Và đồng thời nó còn nhỏ hơn cả nghiệm nguyên nhỏ nhất. Suy ra điều mâu thuẫn.
Vậy điều giả sử là sai, do đó mọi nghiệm nguyên dương của phương trình đã cho đều có dạng:
{\displaystyle (x_{1}+y_{1}{\sqrt {d}})^{i}}
Ví dụ:
Trong ví dụ trước {\displaystyle x^{2}-2y^{2}=1}, ta tìm ra nghiệm nhỏ nhất là (3,2). Tìm các nghiệm còn lại:
{\displaystyle x_{2}+y_{2}{\sqrt {2}}=(3+2{\sqrt {2}})^{2}=17+12{\sqrt {2}}}, suy ra nghiệm (17,12);
{\displaystyle x_{3}+y_{3}{\sqrt {2}}=(3+2{\sqrt {2}})^{3}=99+70{\sqrt {2}}}, suy ra nghiệm (99,70).

### Lời giải dựa trên phân số liên tục
Xem thêm bài phân số liên tục, xem thêm .

#### Định lý 1
Viết dãy các giản phân của {\displaystyle {\sqrt {d}}}: {\displaystyle {\frac {h_{n}}{k_{n}}}}.
Biểu diễn liên phân số của {\displaystyle {\sqrt {d}}} có dạng vô hạn tuần hoàn, gọi r là độ dài của 1 chu kì. Khi đó:
nếu r chẵn thì tất cả các nghiệm nguyên dương của phương trình {\displaystyle x^{2}-dy^{2}=1} là ({\displaystyle {h_{n}},{k_{n}}}) là  với n có dạng {\displaystyle k\cdot r-1};
nếu r lẻ thì tất cả các nghiệm nguyên dương của phương trình {\displaystyle x^{2}-dy^{2}=1} là({\displaystyle {h_{n}},{k_{n}}})  với n có dạng {\displaystyle 2\cdot t\cdot r-1}.
Ví dụ:
- Giải phương trình nghiệm nguyên dương:

{\displaystyle x^{2}-2y^{2}=1}.
Biểu diễn liên phân số của {\displaystyle {\sqrt {2}}} là:
{\displaystyle {\sqrt {2}}=[1;2,2,2,2,\,\ldots ,]}, biểu diễn này có chu kì r=1 lẻ, do đó nghiệm của phương trình là ({\displaystyle {h_{n}},{k_{n}}})  với n có dạng {\displaystyle 2\cdot t-1}, các giản phân ở vị trí lẻ.
Dãy số gần nhất của {\displaystyle {\sqrt {2}}}:
{\displaystyle 1,{\frac {3}{2}},{\frac {7}{5}},{\frac {17}{12}},{\frac {41}{29}},{\frac {99}{70}},{\frac {239}{169}},{\frac {577}{408}},{\frac {1393}{985}},{\frac {3363}{2378}},{\frac {8119}{5741}},\,\ldots ,}.
Chú ý dãy số trên được bắt đầu với số thứ tự bằng 0.
Lấy các phân số ở vị trí lẻ ta được nghiệm nguyên dương của phương trình {\displaystyle x^{2}-2y^{2}=1} là: (3,2) (17,12), (99,70), (577,408), (3363,2378),...
và tất nhiên cả nghiệm tầm thường là (1,0).
- Giải phương trình nghiệm nguyên dương:

{\displaystyle x^{2}-13y^{2}=1}.
Biểu diễn liên phân số của {\displaystyle {\sqrt {1}}3} là:
{\displaystyle {\sqrt {1}}3=[3;1,1,1,1,6,1,1,1,1,6\,\ldots ,]}, biểu diễn này có chu kì r=5 lẻ, các nghiệm cần tìm là ({\displaystyle {h_{n}},{k_{n}}})  với n có dạng {\displaystyle 10\cdot t-1}.
Dãy giản phân của {\displaystyle {\sqrt {1}}3} là (dãy này bắt đầu với số thứ tự là 0):
{\displaystyle 3,{\frac {4}{1}},{\frac {7}{2}},{\frac {11}{3}},{\frac {18}{5}},{\frac {119}{33}},{\frac {137}{38}},{\frac {256}{71}},{\frac {393}{109}},{\frac {649}{180}},{\frac {4287}{1189}},\ldots }.
Với t=1, n=9, ta tìm ra nghiệm nguyên dương nhỏ nhất của phương trình đã cho:
{\displaystyle (649,180)}.

#### Định lý 2
Phương trình Pell {\displaystyle x^{2}-dy^{2}=-1} có nghiệm khi và chỉ khi biểu diễn liên phân số của {\displaystyle {\sqrt {d}}} có chu kì r lẻ và các nghiệm nguyên dương của phương trình sẽ là {\displaystyle (h_{n},k_{n})} với n có dạng {\displaystyle 2\cdot t\cdot r-r-1}.
Ví dụ:
- Giải phương trình nghiệm nguyên:

{\displaystyle x^{2}-13y^{2}=-1}.
Theo như phân tích ở trên, thì r=5, do đó các nghiệm nguyên dương của phương trình có dạng {\displaystyle (h_{10t-6},k_{10t-6})}, với t=1 đó là cặp (18,5).

### Dạng biểu diễn rút gọn và các thuật toán nhanh
Trong các bài toán cụ thể, ngay cả nghiệm nhỏ nhất cũng có thể rất lớn. Và trong nhiều trường hợp, người ta phải biểu diễn nó dưới dạng gọn hơn là: 
{\displaystyle x_{1}+y_{1}{\sqrt {n}}=\prod _{i=1}^{t}(a_{i}+b_{i}{\sqrt {n}})^{c_{i}}}
với các hệ số ai, bi, and ci nhỏ hơn rất nhiều (nếu so sánh với nghiệm nhỏ nhất).
Ví dụ, bài toán đàn gia súc Archimedes có thể giải quyết bằng cách dùng phương trình Pell, nhưng nghiệm nhỏ nhất của nó quá lớn, nếu viết hết nghiệm này ra giấy có thể đến 206545 chữ số. Và như thế phải viết nghiệm đó dưới dạng rút gọn:
{\displaystyle x_{1}+y_{1}{\sqrt {n}}=u^{2329},}
với:
{\displaystyle u=(x'_{1}+y'_{1}{\sqrt {4729494}})}
và {\displaystyle \scriptstyle x'_{1}} và {\displaystyle \scriptstyle y'_{1}} lần lượt có 45 và 41 chữ số thập phân.
Chính xác hơn là:
{\displaystyle u=(300426607914281713365{\sqrt {609}}+84129507677858393258{\sqrt {7766}})^{2}.}
(Lenstra 2002).
Các phương pháp liên quan đến sàng toàn phương (quadratic sieve) (dùng trong phân tích số ra ước số nhỏ hơn (integer factoriaztion)), được dùng để tập hợp các mối quan hệ giữa các số nguyên tố trong trường số tổng quát hóa bởi √n, và kết hợp các mối quan hệ này nhằm tìm ra dạng biểu diễn của dạng số đó. Những thuật toán sử dụng phương trình Pell hiệu quả hơn các thuật toán dùng liên phân số rất nhiều; bởi vì hàm thời gian của các thuật toán dùng phương trình Pell không phải là các hàm đa thức. Sử dụng giả thiết Riemann tổng quát hóa (generalized Riemann hypothesis), ta ước lượng được thời gian:
{\displaystyle \exp O({\sqrt {\log N\log \log N}}),}
với N = log n kích thước dữ liệu vào, đối với sàng toàn phương (Lenstra 2002).

## Mối liên hệ với các đối tượng toán học khác
Phương trình Pell có mỗi liên hệ với một số đối tượng toán học quan trọng khác

### Đa thức Chebyshev
Demeyer (2007) đề cập về mối liên hệ giữa phương trình Pell và đa thức Chebyshev: Cụ thể, nếu Ti (x) và Ui (x) là đa thức Chebyshev loại I và đa thức Chebyshev loại II. Thì các đa thức thỏa mãn phương trình Pell trong vành đa số thực R[x], với {\displaystyle n=x^{2}-1}.
{\displaystyle T_{i}^{2}-(x^{2}-1)U_{i-1}^{2}=1.\,}
Như vậy, có thể sử dụng các kĩ thuật giải phương trình Pell, để tìm công thức tổng quát và truy hồi của đa thức Chebyshev.
{\displaystyle T_{i}+U_{i-1}{\sqrt {x^{2}-1}}=(x+{\sqrt {x^{2}-1}})^{i}.\,}
Ngược lại, thay x = x1 vào ta có:
{\displaystyle T_{i}(x_{1})+U_{i-1}(x_{1}){\sqrt {x_{1}^{2}-1}}=(x_{1}+{\sqrt {x_{1}^{2}-1}})^{i}.\,}
với {\displaystyle {\sqrt {x_{1}^{2}-1}}=y_{1}{\sqrt {d}}},
{\displaystyle T_{i}(x_{1})+U_{i-1}(x_{1})y_{1}{\sqrt {d}}=x_{i}+y_{i}{\sqrt {d}}.\,}
Do đó, xi = Ti (x1) và yi = y1Ui − 1(x1) (Barbeau, chapter 3).

## Các biến thể khác của phương trình Pell
Xét phương trình Pell biến thể:
{\displaystyle u^{2}-dv^{2}=\pm k}
với k là số tự nhiên lớn hơn 1.
I. k=2
{\displaystyle u^{2}-dv^{2}=\pm 2} (eq.3)
Legendre đã chứng minh rằng nếu d là số nguyên tố có dạng 4m+3 thì phương trình (eq3)có nghiệm, cụ thể hơn:
nếu d là số nguyên tố có dạng 8m+3, phương trình sau có nghiệm {\displaystyle u^{2}-dv^{2}=-2}
nếu d là số nguyên tố có dạng 8m+7, phương trình sau có nghiệm {\displaystyle u^{2}-dv^{2}=+2}.
Phương trình (eq3) có các nghiệm liên hệ với phương trình Pell ở dạng chính tắc. Thật vậy, nếu ta bình phương hai vế của nó:
{\displaystyle (u^{2}-dv^{2})^{2}=(\pm 2)^{2}}
{\displaystyle (u^{2}+dv^{2})^{2}-4d(uv)^{2}=4}
Thay {\displaystyle dv^{2}=u^{2}\mp 2} ta được
{\displaystyle (2u^{2}\mp 2)^{2}-4d(uv)^{2}=4}
{\displaystyle (u^{2}\mp 1)^{2}-d(uv)^{2}=1}.
Như vậy nếu (u,v) là nghiệm của phương trình:{\displaystyle u^{2}-dv^{2}=\pm 2}, thì {\displaystyle (x,y)=(u^{2}\mp 1,uv)} là nghiệm của phương trình Pell chính tắc sau {\displaystyle x^{2}-dy^{2}=1}. Ví dụ với d=3, (u,v) = (1,1) là nghiệm của {\displaystyle u^{2}-3v^{2}=-2}, thì (x,y) = (2,1) là nghiệm của {\displaystyle x^{2}-3v^{2}=1}.
II. k = 4:
{\displaystyle u^{2}-dv^{2}=\pm 4\,}  (eq.4)
Từ nghiệm của (eg.4) có thể tìm ra nghiệm của phương trình Pell chính tắc (cả Pell âm) với d tương ứng. Xem dạng biến thể , nếu nghiệm {u,v} đều là lẻ, thì có thể tìm được nghiệm cơ bản {x,y}.
1. Nếu u2-dv2 = -4, và {x,y} = {(u2+3)u/2, (u2+1)v/2}, thì x2-dy2 = -1.
Ví dụ: Cho d = 13, thì {u,v} = {3, 1}và {x,y} = {18, 5}.
2. Nếu u2-dv2 = 4, và {x,y} = {(u2-3)u/2, (u2-1)v/2}, thì x2-dy2 = 1.
Ví dụ. Cho d = 13, thì {u,v} = {11, 3} và {x,y} = {649, 180}.
3. Nếu u2-dv2 = -4, và {x,y} = {(u4+4u2+1)(u2+2)/2, (u2+3)(u2+1)uv/2}, thì x2-dy2 = 1.
Ví dụ. Cho d = 61, thì {u,v} = {39, 5} và {x,y} = {1766319049, 226153980}.
III. {\displaystyle k=a^{2}} 
Nếu (x,y) là nghiệm của phương trình {\displaystyle x^{2}-dy^{2}=\pm 1} thì (u,v) = (ax, ay) là nghiệm của {\displaystyle u^{2}-dv^{2}=\pm a^{2}}.